# Łajka rosyjsko-europejska
Łajka rosyjsko-europejska (ros. Русско-европейская лайка) – jedna z ras psów zaliczana do szpiców myśliwskich. Jest to średniej wielkości pies o mocnej budowie i żywym usposobieniu, wszechstronny myśliwsko, wykorzystywany głównie do polowania na grubą zwierzynę – dziki, łosie, ale również na zwierzęta futerkowe i ptactwo. Odznacza się dużą samodzielnością i wytrwałością podczas polowania. Podlega próbom pracy.

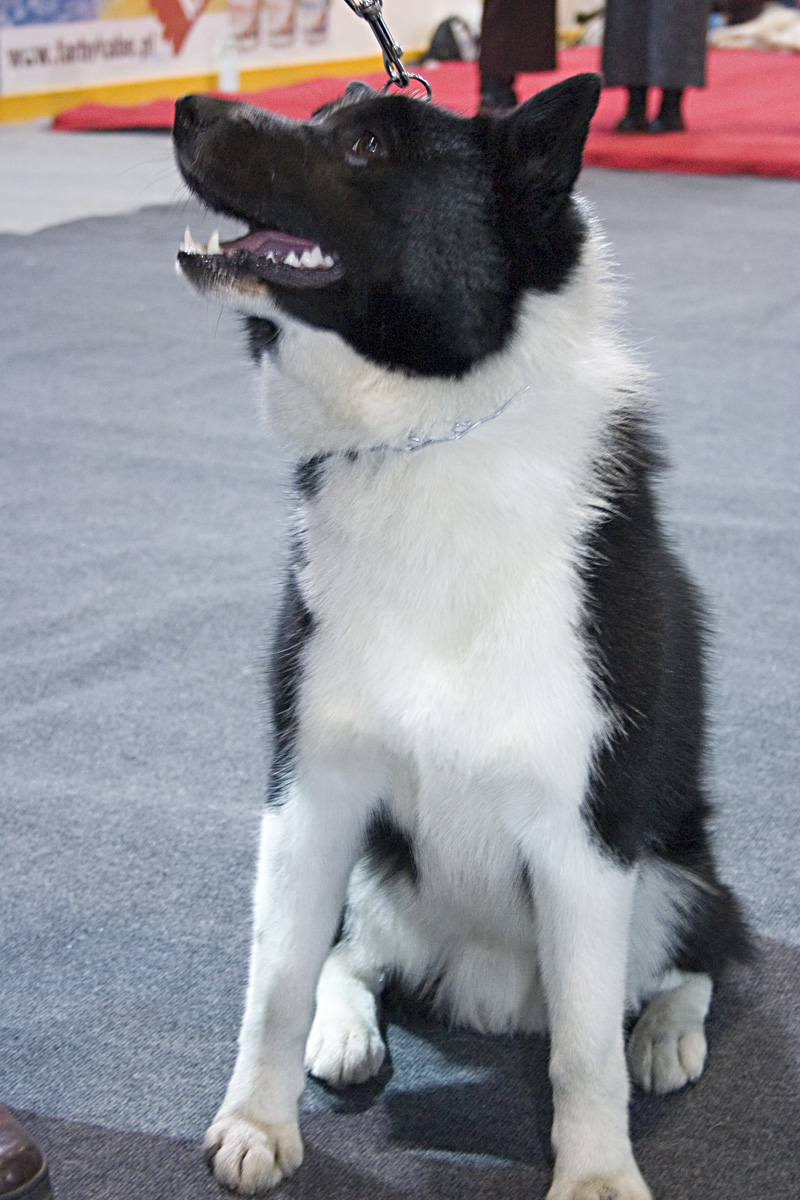
Łajka rosyjsko-europejska

## Budowa
Pies średniej wielkości o wysokości w kłębie 50–58 cm i niemal kwadratowej sylwetce (indeks 100-105). U psów kłąb wyniesiony jest o około 1–2 cm ponad krzyż, u suk wyniesienie kłębu do 1 cm.
Głowa ma kształt klina, mocno zwężającego się w kierunku nosa, z łagodnym stopem i dość wyraźnie zaznaczonym przejściem pomiędzy kośćmi policzkowymi a kufą. Wargi suche i szczelnie przylegające. Oczy średniej wielkości, lekko skośnie osadzone, koloru piwnego lub ciemnopiwnego przy każdym umaszczeniu. Uszy trójkątne, stojące, niezbyt duże, dosyć wysoko osadzone, ruchliwe.
Korpus mocny, o szerokim i prostym grzbiecie, z głęboką i szeroką klatką piersiową oraz lekko opadającym zadem. Kończyny proste i równoległe, o stromym kątowaniu. Przednie łapy ustawione lekko odsiebnie, podczas gdy łokcie skierowane są dokładnie do tyłu. Łapy okrągłe, o zwartych palcach tworzących piąstkę. Ogon niedługi, zwinięty w ciasny pierścień i noszony nad grzbietem lub na biodrze. Rozprostowany sięga do stawu skokowego lub 1–2 cm wyżej.

## Szata i umaszczenie
Sierść składa się z dwóch warstw – miękkiego i gęstego podszerstka, oraz twardych i prostych włosów okrywowych o różnej długości. Na głowie, uszach i po przedniej stronie nóg sierść jest krótsza, a na szyi, grzbiecie, barkach i tylnej powierzchni kończyn występują dłuższe włosy.
Najczęściej spotykane umaszczenie to czarno-białe, jednak wzorzec dopuszcza wiele kolorów, w tym całkowicie czarny, szary, biały, "pieprz i sól", oraz łaciaty z białym lub czarnym tłem. Niepożądany jest rudy kolor oraz obfite cętkowanie na nogach.

## Historia rasy
Łajka rosyjsko-europejska jest rasą, która bazuje na pierwotnych psach myśliwskich, spotykanych w północnych rejonach europejskiej części Rosji, oraz psach użytkowanych przez myśliwych z plemienia Komi. Psy w tym typie były znane od wieków i wykorzystywane bardzo wszechstronnie w polowaniu na grubą zwierzynę, oraz zwierzęta futerkowe i ptaki. Ustalenie wzorca rasy nastąpiło dopiero w latach 50. XX wieku. Rasa zyskała dużą popularność w Rosji, także wśród myśliwych-amatorów, zamieszkujących miasta.